# Frankrijk op het Eurovisiesongfestival 1998
Frankrijk deed in 1998 voor de eenenveertigste keer mee aan het Eurovisiesongfestival. In de Britse stad Birmingham werd het land op 9 mei vertegenwoordigd door Marie Line met het lied "Où aller". Het land eindigde met 3 punten op de vierentwintigste plaats.

## Nationale voorselectie
Net zoals het voorbije jaar koos men ervoor om een interne selectie te houden. Men koos voor de zangeres Marie Line met het lied "Où aller".

## In Birmingham
In het Verenigd Koninkrijk moest Frankrijk optreden als derde, net na Griekenland en voor Spanje. Op het einde van de puntentelling werd duidelijk dat Frankrijk slechts de vierentwintigste plaats had behaald met 3 punten.

### Gekregen punten
Nederland en België hadden geen punten over voor deze inzending.

#### Finale
| 12 punten | 10 punten | 8 punten | 7 punten          | 6 punten |
| --------- | --------- | -------- | ----------------- | -------- |
|           |           |          |                   |          |
| 5 punten  | 4 punten  | 3 punten | 2 punten          | 1 punt   |
|           |           |          | - Noord-Macedonië | - Cyprus |

### Punten gegeven door Frankrijk

#### Finale
Punten gegeven in de finale:
| 12 punten | Israël              |
| 10 punten | Portugal            |
| 8 punten  | Kroatië             |
| 7 punten  | België              |
| 6 punten  | Malta               |
| 5 punten  | Nederland           |
| 4 punten  | Spanje              |
| 3 punten  | Verenigd Koninkrijk |
| 2 punten  | Polen               |
| 1 punt    | Hongarije           |